# Sint-Paulus Scoutsmuseum
Het Sint-Paulus Scoutsmuseum is een klein museum te Leopoldsburg, dat is gevestigd aan de Leopold III-laan.
Het museum bevat een aantal voorwerpen die verband houden met scouting en de geschiedenis daarvan, en komt voort uit een tentoonstelling die werd gehouden ter gelegenheid van de 60e verjaardag van de scouts en de 40e verjaardag van de meisjesgidsen.